# What's New, Beelzebub?
Pour les articles homonymes, voir What's New (homonymie).
What's New, Beelzebub? est le dernier des cinq épisodes de la compilation de jeux vidéo Sam and Max : Saison 2 développée par Telltale Games vendu d'abord par téléchargement à partir du 10 avril 2008 sur le portail américain GameTap puis dès le lendemain, le 11 avril 2008 sur le site du développeur Telltale Games.

## Synopsis
Le jour du jugement dernier approche et il est temps de la confrontation avec le gars d'en bas pour marchander l'âme de Bosco. Mais sur la terre aride de cette société connu sous le nom d'enfer, même la police freelance n'est pas à l'abri de la damnation éternelle. Sam et Max pourront-ils s'échapper de l'emprise de Satan ou sont-ils arrivés à la fin de leur aventure ?
Sam and Max échappent de justesse à la destruction du vaisseau de Chariots of the Dogs en passant par un triangle des Bermudes. Ils débouchent ainsi sur la rivière Styx, l'entrée de l'Enfer. Ils vont devoir trouver un moyen d'accéder à l'enfer alors que seuls les morts peuvent y accéder. Parvenant à trouver un moyen, ils découvrent que l'Enfer ressemble à des bureaux de société avec un accueil (où Jorgen est standardiste), avec des bureaux d'employés (où travaillent pour l'éternité Hugh Bliss et Brady Culture). Au fond de l'immeuble se trouve une salle spéciale en hommage à Sam and Max, considérés comme des grands contributeurs pour avoir envoyé autant de monde en enfer. Satan ne voulant pas les écouter ni les recevoir, les deux policiers vont se débrouiller pour diminuer l'efficacité de l'entreprise pour forcer Satan à les écouter. Satan va alors échanger les âmes des amis de Sam&Max (dont Bosco) contre celle de Sam (ce dernier ayant mal lu le contrat) qui va se retrouver dans son propre enfer personnel. Avec l'aide de Max, Sam arrive à s'échapper de cet enfer... Satan se retrouve donc mal en point face à ses actionnaires. Sam&Max vont alors découvrir qui sont les vrais patrons de l'Enfer et à l'origine de la plupart des cas récents des deux policiers : La Bande à Bubulle ! Sam&Max vont alors tenter de faire échouer leur plan maléfique et remettre Satan à la tête de l'Enfer...

## Personnages secondaires rencontrés
La plupart des personnages secondaires des deux saisons apparaissent dans cet épisode soit au cours du récit, soit dans l'épilogue
- Bosco dont l'âme a été pris par Satan se retrouve dans son propre enfer personnel : Sur scène dans un théâtre, nu, devant des démons représentant sa mère, sa psychothérapeute (Sybil) et Pedro le Mariachi...

- le fantôme de Maman Bosco découvre que c'est son fils qui est à l'origine du vandalisme de son magasin. Elle a donc enclenché chez son fils son côté paranoïaque...

- Sybil Pandemik qui s'est remis avec Abe, prépare son mariage avec ce dernier...

- La tête de la statue géante d'Abraham Lincoln organise une fête pour enterrer sa vie de garçon...

- Flint Paper aide à l'organisation et participe à la fête pour enterrer la vie de garçon de Abe...

- Grand-Père Stinky comme Bosco se retrouve enfermé dans un enfer personnel où il est l'assistant d'un démon sous la forme de la jeune Stinky dans une émission culinaire...

- La jeune Stinky est à l'origine d'un secret du Grand-Père Stinky qu'elle-même ignore...

- Les F.L.I.C.S. tiennent toujours le garage près de Stinky's et propose encore d'upgrader la voiture de Sam&Max

- Jimmy "Deux-dents" va devoir faire face à la mort (provisoire) de sa femme et de son fils...

- Mary "Deux-dents" et Timmy "Deux-dents" vont se retrouver également en Enfer.

- Le Père Noël également dans son enfer personnel indique à Sam&Max qu'il déteste les enfants !

- L'Elfe qui était possédé lui aussi dans son enfer personnel où les jouets qu'il fabrique sont refusés...

- Harry Moleman, est le gardien du "Train des Ames". C'est lui qui va chercher les âmes pour les conduire en Enfer...

- Monsieur Featherly est invité à la fête d'Abe..

- La création de Jurgen, toujours amoureux de Sybil, devient son confident et semble en souffrir...

- Jurgen est devenu le standardiste de "Hell LLC" pour l'éternité...

- Mr Spatule le poisson rouge de Sam and Max, décédé est également en Enfer (dans la cuisine en fait !)...

- Pedro, le(s) Mariachi(s) vient (viennent) fêter l'anniversaire de quelqu'un...

- Hugh Bliss, Brady Culture et la Shambling Corporate Presence travaillent en Enfer pour l'éternité. De même, Chuckles possède un bureau et apparait furtivement durant le jeu...

- Satan semble diriger l'équipe de l'Enfer...

- La Bande à Bubulle sont les vrais responsables de l'Enfer et à l'origine des événements récents dans lesquels Sam and Max se sont retrouvés...

- Dans l'épilogue représentant le mariage d'Abe et de Sybil apparaissent également La Productrice de WARP TV, Myra, l'agent Siphon, le zombie d'Abraham Lincoln, le Cafard et Léonard...

## Parodies
- Le titre du jeu est basé sur Quoi de neuf, Pussycat ? (What's new, Pussycat? en VO), un film avec Peter Sellers,

- Il y a plusieurs références à la Genèse dans le jeu, en particulier sur Adam et Eve et le Péché originel dans l'histoire de la création de Stinky par le grand-père Stinky,

- Le jeu recoupe sur plusieurs références spatio-temporelles que l'on pouvait voir dans les épisodes 201, 202 et 204,

- Cet épisode est horriblement difficile à cerner d'un point chronologique: en suivant la logique de Telltale les histoires de Sam et Max se déroulent le jour de leur parution sur Gametap or le jour de parution de "Chariots of the Dogs" (l'épisode précédent) étant le 13 mars 2008 et le jour de parution de "What's New, Beelzebub?" étant le 10 avril 2008 on se demande comment Sam et Max ont pu remonter le temps vers le futur d'un mois rien quand sautant dans le triangle mais cette logique et contre dite par le fait que les doubles de Sam et Max sont dans leur bureau (grâce à la machine à remonter dans le temps) au même moment de l'aventure ce qui voudrait dire que l'aventure se déroule non pas le 10 avril 2008 mais le 6 septembre 2008 mais la logique est encore contre dite puisque c'est aussi l'anniversaire de la bande à bubulle ce qui voudrait dire que l'histoire se passe 21 décembre et en plus lorsque la bande à bubulle parle de leur anniversaire que Sam et Max ont gâché il se référent au 21 décembre 2006 or il que cela fait un an donc cela voudrait dire que l'histoire se passe le 21 décembre 2007

## Accueil
- Adventure Gamers : 4/5[1]